# Codex diplomaticus Cavensis

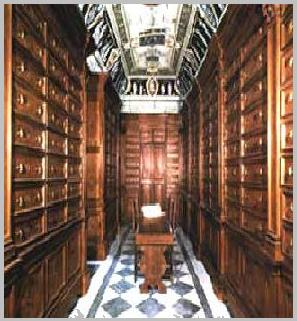
Scorcio di una parte dell'archivio della badia di Cava

Il Codex diplomaticus cavensis (abbreviazione bibliografica CDC; in italiano: Codice diplomatico cavense, o cavese) è un progetto editoriale attivo nel campo della storia dell'Italia medievale e della Langobardia Minor, iniziato nel 1873 e proseguito con andamento irregolare. Il progetto persegue l'obiettivo della pubblicazione esaustiva dell'intero corpus diplomatico e documentario custodito nell'archivio della Badia benedettina della Santissima Trinità, situata a Cava de' Tirreni. La consistenza dell'archivio si dipana su oltre 15.000 pergamene, a partire dalla prima scrittura che risale al 792. A tale patrimonio membranaceo è da aggiungere una mole consistente di documenti su carta.

## Storia editoriale
La raccolta a stampa dei documenti d'archivio conobbe il suo esordio nel 1873, con l'edizione del primo volume dell'opera. Il progetto è poi proseguito fino al 1893, anno in cui si è arrestato, dopo la stampa dell'ottavo volume. L'intervallo cronologico coperto dai primi 8 volumi partiva dall'anno 792 e giungeva fino al 1065. L'edizione degli otto tomi ottocenteschi si deve a tre monaci dell'abbazia, Mauro Schiani, Silvano De Stefano e Michele Morcaldi, con quest'ultimo in veste di contributore principale.
Invece, il monaco Bernardo Gaetani d’Aragona(ramo dei conti Gaetani d'Aragona di Gaeta) è ricordato soprattutto come estensore delle appendici del codex
La ripresa delle pubblicazioni è avvenuta circa un secolo dopo, negli anni dal 1984 al 1990, in cui hanno visto la luce due nuovi volumi, il nono e il decimo, curati dal prof. Giovanni Vitolo, medievista dell'Università Federico II di Napoli, e dall'archivista don Simeone Leone. I due volumi hanno prolungato l'edizione alla serie di documenti datati dal 1065 al 1080.
Il contenuto dei primi dieci volumi assomma a un totale di 1669 documenti d'archivio pubblicati.

### Edizione ottocentesca
- (LA) Codex diplomaticus cavensis, vol. 1, Napoli, Piazzi, 1873.
- (LA) Codex diplomaticus cavensis, vol. 2, Napoli, Hoepli, 1875.
- (LA) Codex diplomaticus cavensis, vol. 3, Napoli, Hoepli, 1876.
- (LA) Codex diplomaticus cavensis, vol. 4, Napoli, Hoepli, 1877.
- (LA) Codex diplomaticus cavensis, vol. 5, Napoli, Hoepli, 1878.
- (LA) Codex diplomaticus cavensis, vol. 6, Napoli, Hoepli, 1884.

### Volumi e risorse on line
I volumi del Codex dal primo al decimo sono scaricabili e consultabili online accedendo al sito ALIM-Archivio della Latinità Italiana del Medioevo, mantenuto da una collaborazione interuniversitaria che coinvolge gli atenei di Milano-Statale, Napoli-Federico II, Palermo, Roma Tre, Venezia Ca' Foscari, Verona. L'edizione degli ultimi due volumi, avutasi nel 2015 a coprire l'arco cronologico dal 1081 al 1090, è stata possibile grazie ad un finanziamento accordato dal comune di Cava de' Tirreni e oggetto di un protocollo d'intesa stipulato con l'abbazia il 22 maggio 2009. È comunque previsto il prosieguo dell'imponente opera editoriale.
- I serie, a cura di Mauro Schiani, Michele Morcaldi, Silvano De Stefano: 
  - CDC, Vol. I, (aa. 792-960), Napoli, 1873
  - CDC, Vol. II, (aa. 983-993), Napoli, 1875
  - CDC, Vol. III, (aa. 993-1000), Napoli, 1876
  - CDC, Vol. IV, (aa. 1001-1018), Napoli, 1877
  - CDC, Vol. V, (aa. 1018-1034), Napoli, 1878
  - CDC, Vol. VI, (aa. 1034-1045), Napoli, 1884
  - CDC, Vol. VII, (aa. 1046-1056), Napoli, 1888
  - CDC, Vol. VIII, (aa. 1057-1065), Napoli, 1893
- II serie, a cura di Giovanni Vitolo e don Simeone Leone:
  - CDC, Vol. IX, (aa. 1065-1072), Napoli, 1984
  - CDC, Vol. X, (aa. 1073-1080), Napoli, 1990
- III serie, a cura di Carmine Carlone, don Leone Morinelli e Giovanni Vitolo:
  - CDC, Vol. XI, (aa. 1081-1085), Salerno, 2015
  - CDC, Vol. XII (aa. 1086-1090), Salerno, 2015